# Milícia Ustaše
A Milícia Ustaše (em croata:  Ustaška vojnica) foi o ramo militar dos Ustaše, estabelecido pelo regime fascista e genocida de Ante Pavelić no Estado Independente da Croácia (NDH), um estado-fantoche do Eixo estabelecido a partir de grande parte da Iugoslávia ocupada durante a Segunda Guerra Mundial.
A milícia passou por uma série de reorganizações durante a sua existência, expandindo-se para incluir todos os elementos armados do governo NDH fora da Guarda Nacional Croata, da Marinha e da Força Aérea. Fundiu-se com a Guarda Nacional em dezembro de 1944 e janeiro de 1945 para formar as Forças Armadas Croatas (Hrvatske oružane snage, HOS), embora a fusão não tenha resultado em uma organização homogênea; ex-oficiais da milícia Ustaše dominaram as operações do HOS e ocuparam a maioria dos cargos de comando.
A milícia Ustaše foi responsável por algumas das atrocidades mais flagrantes cometidas pelo regime Ustaše durante a Segunda Guerra Mundial, incluindo o desempenho de um papel fundamental no estabelecimento e operação de cerca de 20 campos de concentração no NDH. Suas unidades incluíam a Legião Negra (Crna Legija), comandada por Jure Francetić e Rafael Boban, e as Brigadas de Defesa Ustaše, comandadas por Vjekoslav Luburić.

## Formação e mudanças organizacionais
A milícia Ustaše foi criada em 11 de abril de 1941, quando o marechal Slavko Kvaternik nomeou uma equipe separada para controlar os vários grupos armados voluntários que surgiram espontaneamente em todo o NDH quando o Exército Iugoslavo entrou em colapso diante da invasão do Eixo. Em 10 de maio de 1941, Ante Pavelić emitiu uma ordem especial que detalhava a sua organização formal.  No entanto, alguns dos grupos que se formaram cedo eram unidades Ustaše irregulares ou "selvagens" que não foram incluídas na organização formal, que inicialmente contava com 4.500. O número de Ustaše irregulares em todo o NDH teria chegado a 25.000–30.000.  Tanto unidades formais como irregulares logo se envolveram em atrocidades contra sérvios, judeus, ciganos e todos os supostos e reais oponentes do regime Ustaše. 
A milícia consistia principalmente de voluntários e apenas 25% do corpo de oficiais era treinado profissionalmente. Os membros foram doutrinados na ideologia Ustaše e empenhados em defender Pavelić e o regime Ustaše. Embora Pavelić fosse seu comandante-chefe titular, ele não exercia nenhum controle prático sobre suas operações militares, já que as formações e unidades Ustaše no campo foram colocadas sob o comando da Guarda Nacional ou das forças do Eixo. 
A milícia tinha um número significativo de muçulmanos, embora o seu número tenha diminuído após meados de 1943, e não havia líderes de milícias muçulmanos e poucos foram promovidos a postos mais elevados.  Também incluía a pequena milícia Volksdeutsche (em alemão:  Einsatzstaffel der Deutschen Mannschaft, EDM), que foi criada em julho de 1941 e cresceu para 1.500 soldados regulares e 1.200 soldados de reserva em junho de 1942. A principal tarefa da EDM era proteger as comunidades alemãs na Iugoslávia, principalmente na Eslavônia e na Sírmia. 
Em agosto de 1941, o Serviço de Vigilância Ustaše (Ustaška nadzorna služba ) foi criado para combater as atividades anti-Ustaše em todo o NDH. O Serviço de Vigilância consistia em quatro elementos: a Polícia Ustaše, o Serviço de Inteligência Ustaše, as Brigadas de Defesa Ustaše e o Pessoal. O chefe do Serviço de Vigilância foi nomeado e responde diretamente perante Pavelić. 

### "Ustaše Selvagem"
Nos primeiros meses após o estabelecimento do Estado Independente da Croácia, a maioria dos grupos Ustaše não estavam sob controle centralizado: além de 4.500 soldados regulares do Corpo Ustasha, havia cerca de 25.000-30.000 "Ustaše Selvagens" (hrv. "divlje ustaše"). A imprensa controlada pelo governo e os funcionários do Estado encorajaram estes grupos mal organizados e muito agressivos a combater os inimigos do regime. Após crimes em massa contra a população sérvia cometidos por Ustaše durante os meses de verão de 1941, o regime decidiu atribuir todas as atrocidades aos Ustaše irregulares - indisciplinados, descontrolados e pagos pelos seus serviços apenas com o saque; as autoridades chegaram a condenar à morte e executar publicamente em agosto e setembro de 1941, muitos deles por assassinatos não autorizados e saques contra sérvios e ciganos. Para pôr fim às atividades descontroladas da Wild Ustasha, o governo central utilizou cerca de 6.000 gendarmes e cerca de 45.000 membros recém-recrutados das forças "Domobranstvo". No resto da guerra, algumas "milícias de aldeia" (hrv. "seoske straže") compostas pelos Ustaše Selvagens permaneceram. 
Os grupos Ustaše Selvagens atraíram elementos criminosos. Isto foi reconhecido pelo próprio Pavelić - que de facto usou estes elementos como um bode expiatório conveniente para ações ordenadas pelo núcleo do movimento Ustaše. 

### Formação de unidades especiais
No final de 1941, uma unidade de milícia Ustaše conhecida como Legião Negra foi formada principalmente por refugiados muçulmanos e croatas de aldeias no leste da Bósnia, onde os Chetniks e os guerrilheiros já haviam cometido massacres em grande escala. A Legião, que tinha uma força entre 1.000 e 1.500 homens, criou uma reputação feroz na luta contra os chetniks e os guerrilheiros, e também foi responsável por massacres em grande escala de civis sérvios. Foi inicialmente comandado pelo tenente-coronel Jure Francetić e, mais tarde, depois que Francetić foi morto pelos guerrilheiros em dezembro de 1942, pelo major Rafael Boban. Tornou-se parte da 5ª Divisão HOS em dezembro de 1944, com Boban promovido a general para comandar a divisão. 
A outra força especial foram as Brigadas de Defesa Ustaše, comandadas por Vjekoslav Luburić, que rapidamente ganharam reputação de extrema brutalidade. As Brigadas administravam uma série de campos de concentração estabelecidos pelo regime Ustaše. Tal como a Legião, também lutaram contra os chetniks e os guerrilheiros e foram responsáveis por atrocidades em grande escala contra a população sérvia. 

### Reorganização de 1942

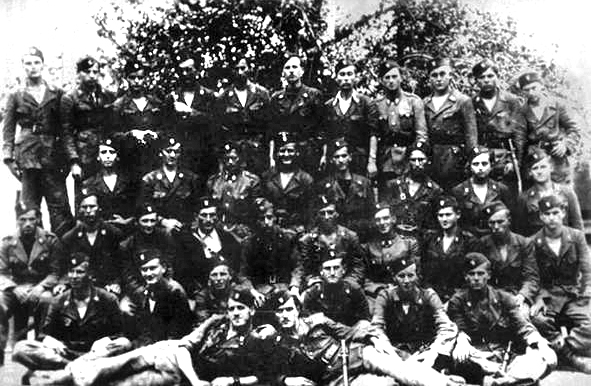
Soldados da milícia Ustaše de Tomislavgrad.

Em 18 de março de 1942, um decreto-lei organizou as forças armadas em Guarda Nacional, Marinha e Força Aérea; a gendarmaria; e a milícia Ustaše.  Por decreto especial de 26 de junho de 1942, a gendarmaria, que anteriormente fazia parte da Guarda Nacional, passou a fazer parte da milícia Ustaše e foi colocada sob o comando de um jovem coronel Ustaše, Vilko Pečnikar.  Em julho e agosto de 1942, a milícia assumiu o controle de todas as forças armadas do NDH, exceto a Guarda Nacional, a Marinha e a Força Aérea.
Consistia então na milícia regular, na guarda pessoal de Pavelić, nas tropas de segurança ferroviária, na gendarmaria, na polícia regular, no Serviço de Vigilância Ustaše, no estabelecimento educacional Ustaše, no serviço preparatório Ustaše e no tribunal disciplinar.  O Serviço de Vigilância Ustaše incluía as Brigadas de Defesa Ustaše, que foram estabelecidas no final de 1941.
Após a demissão do marechal Kvaternik dos seus cargos de Ministro do Exército e comandante-em-chefe em outubro de 1942, as relações entre a milícia Ustaše e a Guarda Nacional Croata deterioraram-se ainda mais, em detrimento da Guarda Nacional. 

### 1943
Em maio de 1943, a milícia incluía cerca de 30 batalhões regulares de forças variadas. Doze foram destacados para as zonas de ocupação italianas, principalmente na Zona III, enquanto os restantes trabalharam com a infantaria ligeira da Guarda Nacional e as brigadas de montanha e a polícia SS germano-croata.  Este padrão de implantação foi aplicado até a fusão da Guarda Nacional e da milícia em dezembro de 1944.
Em junho de 1943, o Serviço de Vigilância Ustaše foi extinto e as suas funções foram transferidas para o Ministério do Interior. No entanto, as Brigadas de Defesa Ustaše sob o comando de Luburić continuaram a operar de forma independente.  Em setembro de 1943, logo após a rendição italiana, a milícia Ustaše incluía 25 batalhões (22.500 homens), além da guarda pessoal de Pavelić de cerca de 6.000 homens, a gendarmaria de cerca de 18.000 homens e muitos grupos armados menores. 
Em outubro de 1943, o comandante-em-chefe alemão no sudeste da Europa, Generalfeldmarschall Maximilian von Weichs, fez uma proposta ao estado-maior de operações da Wehrmacht que incluía a fusão da milícia Ustaše na Guarda Nacional Croata. A proposta recomendava efectivamente a remoção dos Ustaše do poder como parte de mudanças radicais na administração do NDH. Embora Hitler tenha considerado a proposta, ele decidiu não prosseguir com ela devido principalmente às tropas alemãs adicionais que seriam necessárias para implementá-la. 

### Fusão com a Guarda Nacional Croata
Em 1 de dezembro de 1944, a milícia Ustaše e a Guarda Nacional Croata foram fundidas e organizadas em 16 divisões em três corpos. Na época, a milícia era composta por cerca de 76 mil oficiais e homens. Este número não inclui as Brigadas de Defesa Ustaše, totalizando cerca de 10.000, que permaneceram fora das forças armadas.  Membros Ustaše com experiência adequada, juntamente com alguns oficiais militares profissionais com forte lealdade a Pavelić, foram colocados em todos os cargos-chave. 
A nova força foi chamada de Forças Armadas Croatas (Hrvatske oružane snage, HOS), mas a fusão apenas combinou formações existentes, como brigadas de milícias Ustaše e regimentos da Guarda Nacional Croata, como elementos separados sob o comando divisional. Uniformes, equipamentos e suprimentos parecem ter permanecido como eram antes da fusão. Em março de 1945, as Brigadas de Defesa Ustaša foram incorporadas ao HOS. 

## Implantações dentro do NDH
Quando os italianos reocuparam as Zonas II e III em 1941, assumiram o controle de cerca de um terço do território do NDH e ordenaram que todas as unidades da milícia Ustaše (a quem acusaram de excessos contra a população sérvia do NDH) e a maior parte da Guarda Nacional unidades se retirem dessas zonas. O governo do NDH protestou vigorosamente, mas os italianos não cederam e, em vez disso, usaram unidades auxiliares Chetnik para manter a paz nessas zonas. Em setembro de 1942, não mais do que cerca de 1.000 membros da milícia Ustaše estavam na Zona II e estavam sob o comando e supervisão italianos. 
Em meados de 1942, os alemães assumiram o comando total de quaisquer tropas do NDH que operassem com eles ao norte da linha de demarcação germano-italiana. 

## Composição
Em meados de 1941, a milícia Ustaše consistia em 5.000 homens,  que aumentou no final de 1941 para 16.000 soldados.  No segundo semestre de 1942, suas unidades somavam 42 mil.  Após a capitulação da Itália em setembro de 1943, a milícia Ustaše foi reorganizada. No final de 1943, cresceu para cerca de 55.000 soldados, organizados em nove brigadas, três regimentos, 48 batalhões e várias unidades independentes.  Houve outra reorganização no 1º semestre de 1944. O tamanho da milícia Ustaše aumentou para 76.000 soldados. 
A milícia Ustaše recrutou croatas, muçulmanos e alemães étnicos em suas fileiras.  Estima-se que 30% dos membros da milícia Ustaše eram muçulmanos.  Entre as unidades estacionadas na Bósnia e Herzegovina, a sua percentagem era ligeiramente superior a 50%, mas constituíam uma pequena parte do corpo de oficiais.  Em julho de 1943, o Quartel-General da Ustaše emitiu uma ordem para preencher as fileiras da nova Divisão SS Handschar com muçulmanos servindo em seu exército. Várias unidades de elite foram excluídas da ordem, como a guarda pessoal de Pavelić. 
Os alemães étnicos dentro da milícia Ustaše foram organizados na "milícia do grupo étnico alemão" (Vojnica Njemačke narodne skupine ou Einsatzstaffel der Deutschen Mannschaft). Seus batalhões e outras unidades, a última das quais formada no início de 1943, somavam cerca de 4.700 oficiais e soldados. A sua reorganização começou em setembro de 1942. Em 1º de maio de 1943, todas essas unidades foram incorporadas à Waffen-SS ou à polícia alemã dentro do NDH. 
Até setembro de 1942, a milícia Ustaše estava lotada exclusivamente de voluntários. Desde então, os recrutas da Guarda Interna croata tiveram a opção de cumprir também o serviço militar obrigatório nas unidades da milícia Ustaše.  O recrutamento de menores foi inicialmente proibido, embora a sua presença, na sua maioria refugiados, não fosse incomum.  Em dezembro de 1944, a Sede Ustaše permitiu o recrutamento de voluntários menores a partir dos 16 anos 
| Meados de 1941 | Final de 1941 | Final de 1942 | Final de 1943 | Meados de 1944 |
| -------------- | ------------- | ------------- | ------------- | -------------- |
| 5.000          | 16.000        | 42.000        | 55.000        | 76.000         |

## Reputação
A milícia Ustaše era diferente em quase todos os aspectos da Guarda Nacional Croata, em sua maioria recrutada. Embora a Guarda Nacional estivesse mal equipada e sujeita a deserções em massa a partir do final de 1942, a milícia Ustaše consistia em voluntários jovens, bem equipados e doutrinados, que eram leais a Pavelić e ao NDH. Embora fossem indisciplinados, gostavam de lutar e eram soldados de combate duros. Somente em meados de 1944 é que as unidades da milícia Ustaše começaram a sofrer um número significativo de deserções, embora estas nunca tenham sido na escala sofrida pela Guarda Nacional.  Como resultado de sua maior confiabilidade, unidades da milícia Ustaše foram usadas nos flancos de unidades suspeitas da Guarda Nacional que lutavam contra os guerrilheiros, a fim de desencorajar deserções em massa durante a ação. 

## Operações anti-partisans e atrocidades

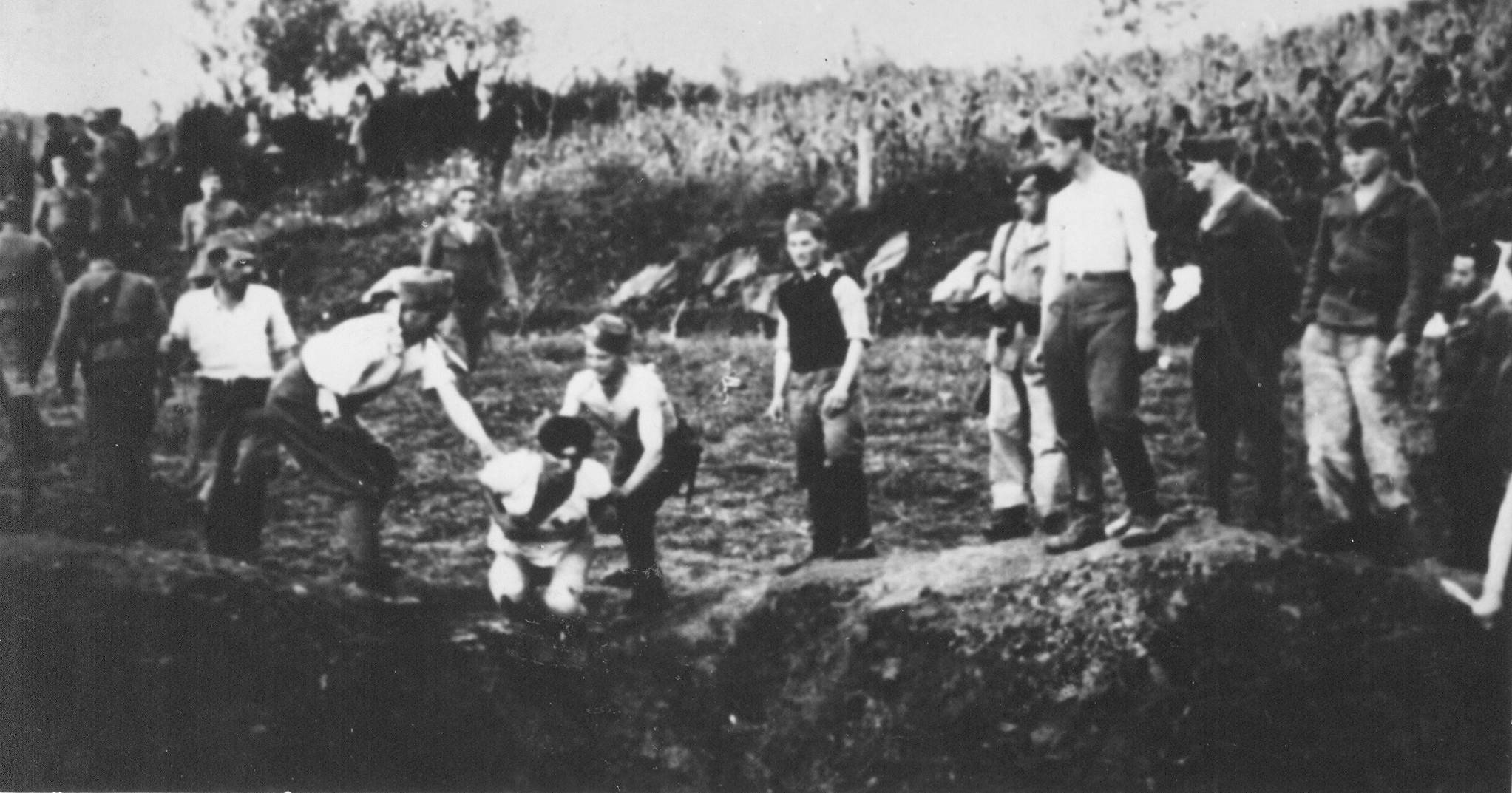
Milícia Ustaše executa prisioneiros perto do campo de concentração de Jasenovac

A milícia Ustaše cometeu muitos abusos e atrocidades contra a população sérvia do NDH. Em maio de 1941, na cidade de Glina, a 50 quilómetros de Zagreb, membros da milícia reuniram cerca de 260 habitantes locais numa igreja, mataram-nos e incendiaram a igreja.  Em setembro de 1941, mais de 118 mil sérvios foram expulsos do NDH, muitas igrejas ortodoxas foram destruídas ou profanadas e muitos clérigos ortodoxos foram mortos ou expulsos.  A milícia usou promessas de conversão para reunir os camponeses sérvios para que pudessem ser mortos mais facilmente. 
No final de julho de 1942, todos os campos de concentração no NDH foram oficialmente transferidos do Ministério do Interior para o Serviço de Vigilância Ustaše, que administrava os campos desde agosto de 1941. Havia cerca de 20 acampamentos de grande e médio porte, o maior dos quais era um aglomerado de instalações perto da confluência dos rios Sava e Una em Jasenovac. Os campos eram notórios pela sua brutalidade, barbárie e grande número de vítimas. Mesmo depois de o Serviço ter sido desativado em janeiro de 1943, Vjekoslav Luburić permaneceu no comando dos campos durante a maior parte da guerra. 
Em agosto de 1942, elementos da milícia Ustaše, juntamente com a Guarda Nacional Croata e as forças alemãs, conduziram uma grande operação antipartidária na Síria. Durante esta ofensiva, as unidades da milícia Ustaše perpetraram atrocidades em grande escala contra a população sérvia. Juntamente com unidades alemãs, enviaram milhares de civis sérvios, incluindo mulheres e crianças, bem como alguns guerrilheiros, para os campos de concentração de Jasenovac, Sisak, Stara Gradiška e Zemun. 

## Posições e insígnias

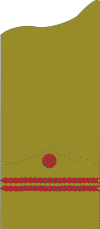
Krilnik (General)
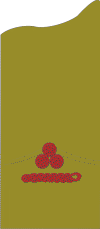
Pukovnik (Coronel)
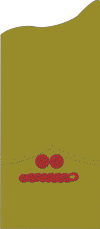
Dopukovnik (Tenente-coronel)
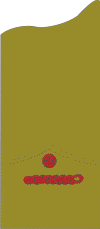
Bojnik (Major)
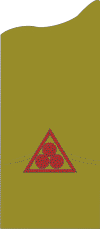
Nadsatnik (Capitão sênior)
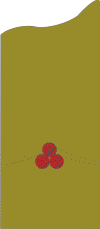
Satnik (Capitão)
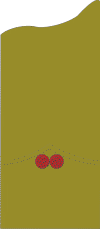
Natporučnik (Tenente)
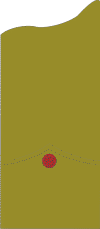
Poručnik (Segundo tenente)
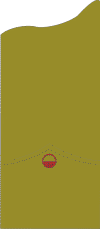
Zastavnik (Subtenente 1)
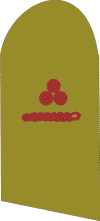
Časnički namjesnik (Subtenente 2)
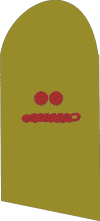
Stožerni vodnik (Staff Sergeant)
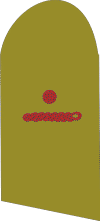
Vodnik (Sargento)
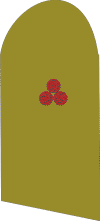
Dovodnik (Sargento lanceiro)
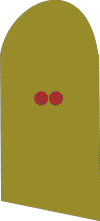
Rojnik (Cabo)
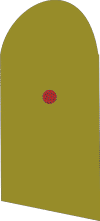
Dorojnik (Anspeçada)
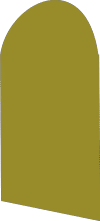
Vojničar (Recruta)